# Мирослав Гайний
Мирослав Гайний (чеськ. Miroslav Hajný) — чеський футболіст, що грав на позиції захисника. Відомий виступами в празьких клубах «Сміхов» і «Славія».

## Футбольна кар'єра
У 1908—1911 роках виступав у складі команди «Сміхов» (Прага). В 1909 році став з командою фіналістом кубка милосердя.
З 1912 року грав у команды «Славія». Чемпіон Богемії 1913 року, володар кубка милосердя 1912 року, фіналіст 1913 року.
У складі збірної Богемії став аматорським чемпіоном Європи 1911 року. Команда  перемогла збірні Бельгії (6:1), Франції (4:1) і Англії (2:1).